# Olga Fikotová
Olga Fikotová, ook wel Olga Connolly, (Praag, 13 november 1932 – Costa Mesa (Californië), 12 april 2024) was een Tsjecho-Slowaakse en later Amerikaanse atlete, die was gespecialiseerd in het discuswerpen. Ze werd olympisch kampioene, tweevoudig Tsjecho-Slowaaks en vijfvoudig Amerikaans kampioene discuswerpen. Ze nam in totaal vijfmaal deel aan de Olympische Spelen, maar het bleef bij eenmaal goud.

## Loopbaan

### Goud bij olympisch debuut
Fikotová was een natuurtalent, niet alleen op atletiekgebied, maar ook in basketbal en handbal, sporten die zij eerst beoefende, alvorens in 1954 over te stappen op atletiek, met name op het discuswerpen. Met die bewegingsgerichte sporten als basis hoefde zij zich in feite alleen maar te richten op het aanleren van de techniek en zich het werpritme eigen te maken. 
Een jaar later veroverde zij dan ook al haar eerste nationale titel en de studente medicijnen aan de Karelsuniversiteit van Praag was nog maar net 24, toen zij in 1956 door Tsjecho-Slowakije werd uitgezonden naar de Olympische Spelen in Melbourne. Hier zorgde zij voor een grote verrassing door met de olympische recordafstand van 53,96 m de gouden medaille voor zich op te eisen. Daarbij versloeg zij de Russische atletes Irina Begljakova (52,54) en Nina Ponomarjova (52,02). Het was, naar later zou blijken, ook meteen het hoogtepunt van haar atletiekloopbaan.
Bovendien leerde zij op deze Spelen de Amerikaanse kogelslingeraar Harold Connolly kennen. Ze trouwden in oktober 1957 en Fikotová kwam sindsdien onder de naam Olga Connolly uit voor de Verenigde Staten. In haar tweede vaderland veroverde zij vervolgens nog vijf nationale titels bij het discuswerpen.

### Nog viermaal op Olympische Spelen voor VS
Fikotová zou daarna de Verenigde Staten nog viermaal op de Olympische Spelen vertegenwoordigen, maar een olympische medaille was er voor haar niet meer bij. Op haar laatste Spelen, de Olympische Spelen van München, droeg ze de vlag van het Amerikaanse team. I believe in a democracy that the flag belongs to everybody, so I felt like I was representing every person in the United States. It meant a lot.

### Privé
Fikotová had vier kinderen, van wie haar zoon Jim een goede tienkamper werd; hij veroverde in deze discipline onder meer zilver op de Universiade van 1987. Sinds 1973 (volgens andere bronnen sinds 1975) leeft zij gescheiden van Harold Connolly. Op 74-jarige leeftijd, toen zij in Newport Beach woonde, was zij nog altijd actief. Ze verkocht in deeltijd recreatiebenodigdheden en gaf les als fitness-instructrice.
Fikotová overleed aan borstkanker op 12 april 2024 op 91-jarige leeftijd.

## Titels
- Olympisch kampioene discuswerpen - 1956
- Tsjecho-Slowaaks kampioene discuswerpen - 1955, 1956
- Amerikaans kampioene discuswerpen - 1957, 1960, 1962, 1964, 1968

## Persoonlijk record
| Onderdeel    | Prestatie | Datum | Plaats |
| ------------ | --------- | ----- | ------ |
| discuswerpen | 57,61 m   | 1971  |        |

## Palmares

### discuswerpen
- 1956:  OS - 53,69 m
- 1957:  Amerikaanse kamp. - 45,01 m
- 1960:  Amerikaanse kamp. - 48,63 m
- 1960: 7e OS - 50,95 m
- 1962:  Amerikaanse kamp. - 52,48 m
- 1964:  Amerikaanse kamp. - 48,26 m
- 1964: 12e OS - 51,58 m (in kwal. 53,17 m)
- 1968:  Amerikaanse kamp. - 52,08 m
- 1968: 6e OS - 52,96 m
- 1972: 16e in kwal. OS - 51,58 m

1928: Halina Konopacka ·
1932: Lillian Copeland ·
1936: Gisela Mauermayer ·
1948: Micheline Ostermeyer ·
1952: Nina Romasjkova ·
1956: Olga Fikotová ·
1960: Nina Romasjkova ·
1964: Tamara Press ·
1968: Lia Manoliu ·
1972: Faina Melnik ·
1976: Evelin Schlaak ·
1980: Evelin Jahl ·
1984: Ria Stalman ·
1988: Martina Hellmann ·
1992: Maritza Martén ·
1996: Ilke Wyludda ·
2000: Ellina Zvereva ·
2004: Natalja Sadova ·
2008: Stephanie Brown-Trafton ·
2012: Sandra Perković ·
2016: Sandra Perković ·
2020: Valarie Allman ·
2024: Valarie Allman
- Gemeinsame Normdatei: 134048512
- World Athletics: 14372797
- International Standard Name Identifier: 0000 0000 7880 0404
- Nationale Bibliotheek van Tsjechië: xx0071833
- Virtual International Authority File: 33205429
- WorldCat: E39PBJh4t9wrXHMr4J9dWyGvHC